# Salla, Finland
Salla är en kommun i landskapet Lappland i Finland. Salla har 3 416 invånare (2021) och har en yta på 5 873,08 km².
Kommunens tätort och centralort finns i kyrkoby och några mindre byar, bland annat Hautajärvi och Aatsinki 5 km från ryska gränsen.
Oulanka nationalpark och Värriö naturpark ligger delvis i Salla kommun.
Salla är en enspråkigt finsk kommun.
Salla ligger vid järnvägen Laurila-Kelloselkä-banan. I kommunen finns en gränsövergång mot Ryssland (endast väg), som hade cirka 160 000 gränspassager 2011. Majoriteten av dessa gjordes av ryssar, vilket gynnar turist- och handelsföretag i Salla.

## Namn
Kommunens officiella namn på både finska och svenska är Salla. 1 januari 1936 ändrades kommunens namn till Salla från det tidigare namnet Kuolajärvi.

## Historia
Ett av de få vikingatida skattfynden som hittats i Finland påträffades här under tidigt 1840-tal, enligt uppgifter genom åkerarbeten. Depåfyndet, som innehöll 174 silvermynt, lär ha begravts ungefär år 1110 och är därför troligen den senaste skattgömma som vikingar begravt i Finland. Skatten innehöll vidare ungefär nio engelska mynt, medan de flesta andra utgjordes av tyska. Man ska ha hittat det i ett område kallat Aatservainen.
1922 ägde i Salla kommun den så kallade Fläskrevolten rum.  I området stod slaget vid Salla under vinterkriget där en sovjetisk framryckning slogs tillbaka. 
Av kommunen avträddes hälften av dess yta (ett område omfattande en areal av 6 003,39 km², varav 5 834,02 km² land och 169,37 km² vatten) genom Moskvafreden 12 mars 1940 och vapenstilleståndet 1944 till dåvarande Sovjetunionen.

## Tätorter
Vid tätortsavgränsningen den 31 december 2021 fanns endast en tätort inom Salla kommuns område: Salla kyrkoby med 1 595 invånare.

## Politik

### Mandatfördelning i Salla kommun, valen 1976–2021
| 10 | 2 |  | 11 |  |  |  |

| 11 |  | 12 |  | 2 |

| 10 |  |  | 13 | 2 |

| 9 | 2 | 14 | 2 |

| 8 | 2 | 4 | 12 |  |

| 7 | 2 | 3 | 14 |  |

| 7 | 2 |  | 16 |  |

| 7 | 3 | 15 | 2 |

| 18 | 9 |

| 7 | 3 | 14 | 3 |

| 16 | 11 |

| 5 | 2 | 5 | 12 | 3 |

| 17 | 10 |

| 4 | 3 | 3 | 11 |

| 13 | 8 |

| 3 | 2 | 4 | 11 | 1 |

| 13 | 8 |

### Valresultat i kommunalvalet 2017
| Parti                 | Parti                             | Röstfördelning | Röstfördelning | Röstfördelning | Röstfördelning | Mandatfördelning | Mandatfördelning |
| Parti                 | Parti                             | Antal          | Andel %        | Antal +−       | Andel % +−     | Antal            | +−               |
| --------------------- | --------------------------------- | -------------- | -------------- | -------------- | -------------- | ---------------- | ---------------- |
|                       | Centern i Finland                 | 866            | 46,3           | -77            | +4,8           | 11               | -1               |
|                       | Vänsterförbundet                  | 378            | 20,2           | -35            | +2,1           | 4                | -1               |
|                       | Finlands Socialdemokratiska Parti | 308            | 16,5           | +78            | +6,4           | 3                | +1               |
|                       | Sannfinländarna                   | 233            | 13,2           | -219           | -7,4           | 3                | -2               |
|                       | Samlingspartiet                   | 69             | 3,7            | -166           | -6,6           | 0                | -3               |
|                       | Djurrättspartiet i Finland        | 15             | 0,8            | Ny             | Ny             | 0                | 0                |
| Giltiga röster totalt | Giltiga röster totalt             | 1 869          | 100,0          | -404           | —              | 21               | -6               |
| Ogiltiga röster       | Ogiltiga röster                   | 20             | 1,1            | —              | —              |                  |                  |
| Valdeltagande         | Valdeltagande                     | 1 889          | 58,9           | —              | -6,7           |                  |                  |
| Röstberättigade       | Röstberättigade                   | 3 206          | —              | -280           | —              |                  |                  |

Källa:

## Demografi

### Befolkningsutveckling
| Befolkningsutvecklingen i Salla kommun 1975–2020                                                             | Befolkningsutvecklingen i Salla kommun 1975–2020 | Befolkningsutvecklingen i Salla kommun 1975–2020 | Befolkningsutvecklingen i Salla kommun 1975–2020 | Befolkningsutvecklingen i Salla kommun 1975–2020 |
| --- | ------------------------------------------------ | ------------------------------------------------ | ------------------------------------------------ | ------------------------------------------------ |
| |                                                  |                                                  |                                                  |                                                  |
| År |                                                  |                                                  | Folkmängd                                        |                                                  |
| 1975 | 1975                                             |                                                  | 7 926                                            |                                                  |
| 1980 | 1980                                             |                                                  | 7 256                                            |                                                  |
| 1985 | 1985                                             |                                                  | 6 875                                            |                                                  |
| 1990 | 1990                                             |                                                  | 6 269                                            |                                                  |
| 1995 | 1995                                             |                                                  | 5 812                                            |                                                  |
| 2000 | 2000                                             |                                                  | 5 142                                            |                                                  |
| 2005 | 2005                                             |                                                  | 4 571                                            |                                                  |
| 2010 | 2010                                             |                                                  | 4 162                                            |                                                  |
| 2015 | 2015                                             |                                                  | 3 727                                            |                                                  |
| 2020 | 2020                                             |                                                  | 3 407                                            |                                                  |
| Anm: Uppgifterna avser förhållandena den 31 december nämnda år enligt områdesindelningen den 1 januari 2022. |                                                  |                                                  |                                                  |                                                  |

### Språk
Befolkningen efter språk (modersmål) den 31 december 2021. Finska, svenska och samiska räknas som inhemska språk då de har officiell status i landet. Resten av språken räknas som främmande. För språk med färre än 10 talare är siffran dold av Statistikcentralen på grund av sekretesskäl.
| Språk                        | Talare 2021-12-31 | Talare 2021-12-31 |
| Språk                        | Antal             | Andel (%)         |
| ---------------------------- | ----------------- | ----------------- |
| Hela befolkningen            | 3 416             | 100,0             |
| Finska                       | 3 323             | 97,3              |
| Svenska                      | 11                | 0,3               |
| Samiska                      | 3                 | 0,1               |
| Främmande språk totalt       | 79                | 2,3               |
| Ryska                        | 42                | 1,2               |
| Språk med färre än 10 talare | 37                | 1,1               |

## Bilder

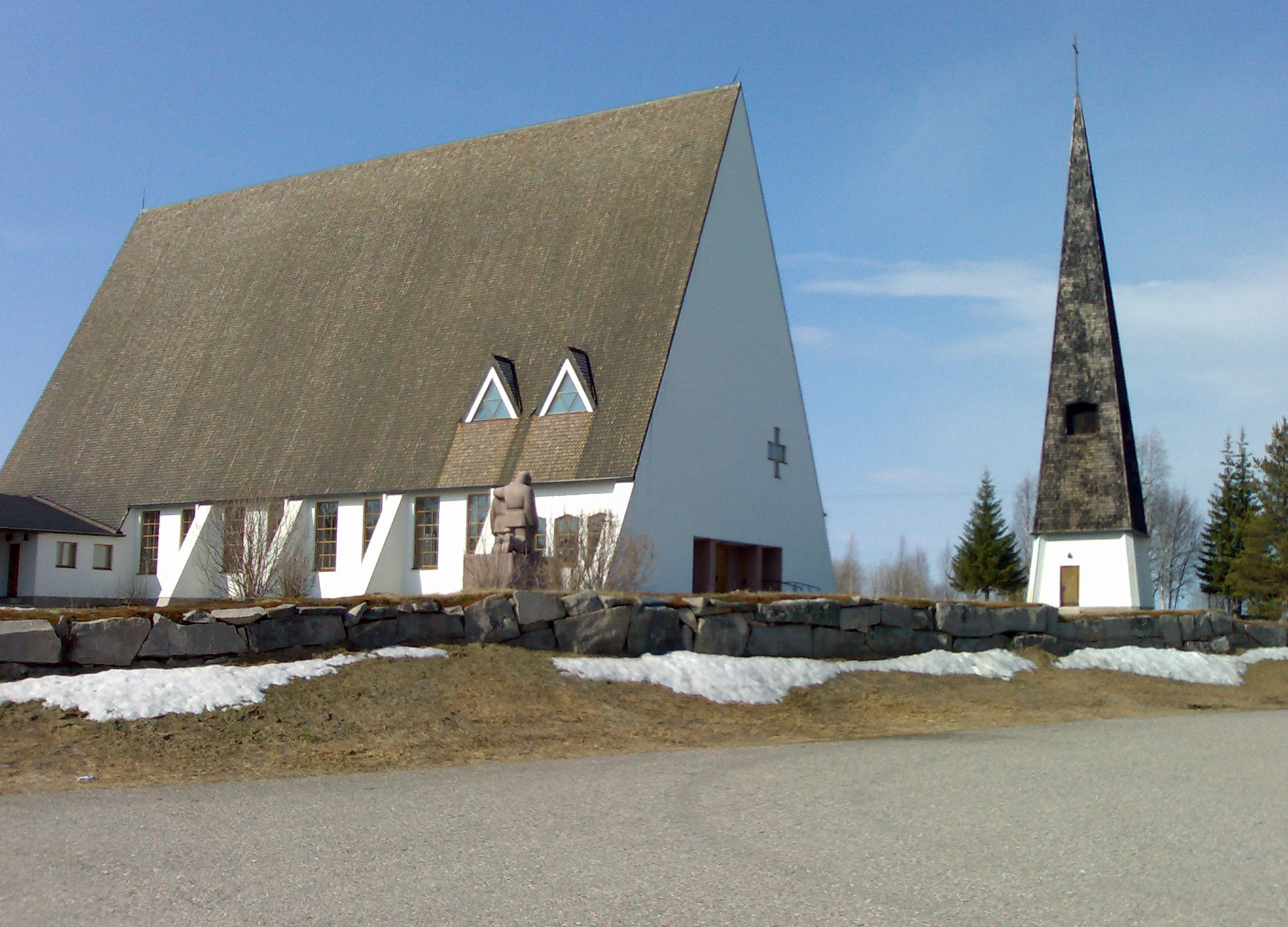
Salla kyrka
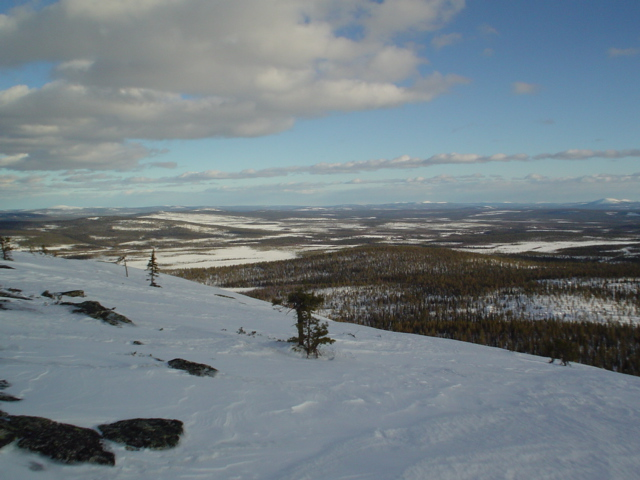
Vy från Karhutunturi
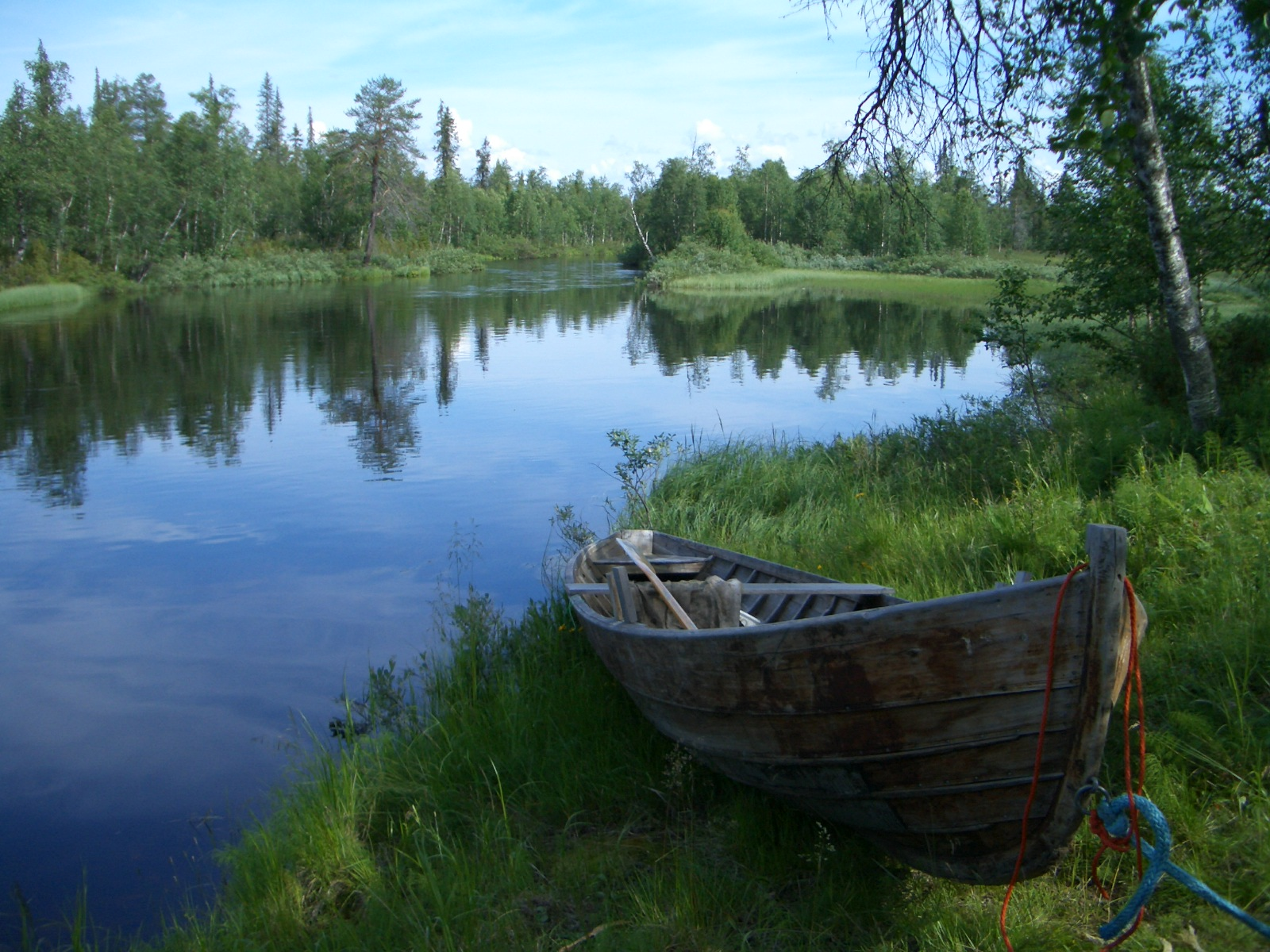
Tenniöjoki i Naruska.
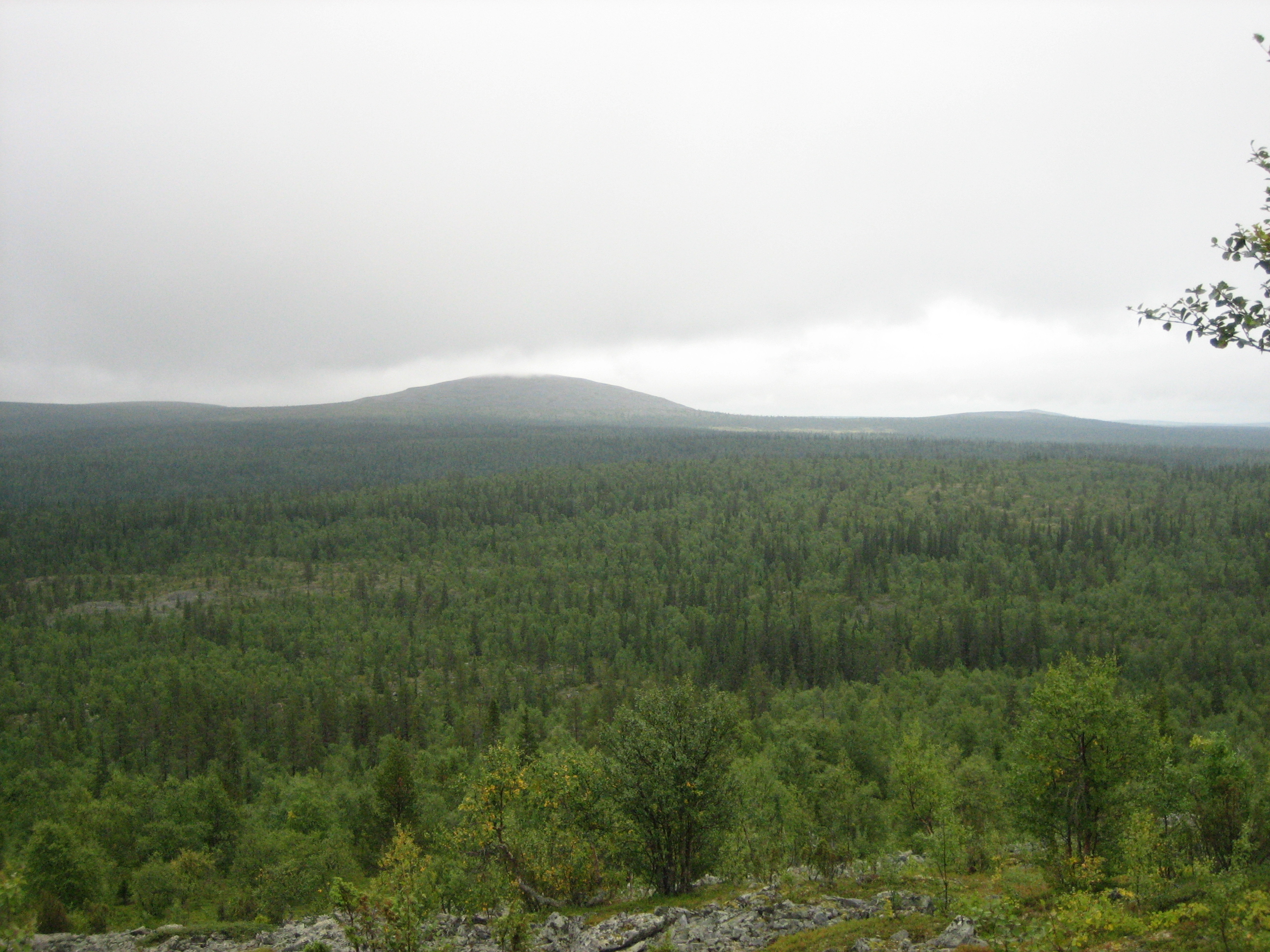
Vy från Värriö